# Butterberg (Waltersdorf)
Der Butterberg ist ein 507 Meter hoher Berg südöstlich von Waltersdorf, einem Ortsteil der Gemeinde Großschönau im ostsächsischen Landkreis Görlitz.
Er liegt 1,5 Kilometer Luftlinie nördlich der Lausche, dem höchsten Berg im Zittauer Gebirge.

## Namensherkunft
Der Name stammt wahrscheinlich von der historischen Nutzung des Berges. Der damalige Besitzer von Waltersdorf, Nicol von Warnsdorf, errichtete um 1400 auf dem Hang oberhalb des Ortes einen Viehhof. Da die Bewohner ihre Butter von diesem Viehhof bezogen, nannten sie den Berg Butterberg.

## Geologie
Der Berg wird aus dem Rumburger Granit gebildet. Das Gestein gehört zum Grundgebirge und ist Teil des Lausitzer Blocks. Die Granite und Granodiorite des Lausitzer Blocks sind überwiegend spätproterozoischen bis frühkambrischen Intrusionsalters zwischen 550 und 530 Millionen Jahren und werden auch als cadomisches Grundgebirge bezeichnet. Sie gehören zu den ältesten Gesteinen Sachsens.
Die Region ist geprägt von der Lausitzer Überschiebung, einer Verwerfungslinie, die zwischen dem Elbtal und dem Riesengebirge verläuft. Diese Verwerfung führte dazu, dass die Granitscholle zum Ende der Kreidezeit auf den Sandstein aufgeschoben wurde.
Im Paläogen kam es in der Region zu Vulkanismus, bei dem Phonolith und Basalt in die Spalten des bestehenden Gesteins intrudierten. Dadurch entstand der von Phonolithgängen durchzogene Granithügel.
Im 16. und 17. Jahrhundert wurden am Butterberg Erzabbauversuche unternommen, wie die Berichte von Johann Benedict Carpzov belegen. Zwischen 1538 und 1668 wurden entlang der Erzgänge Versuchsstollen gegraben, um silberhaltige Blei- und Zinkerze zu gewinnen. Diese wurden in einer Pochemühle etwa drei Kilometer nordöstlich verarbeitet.

## Wanderrouten
Vom Butterberg hat man einen guten Ausblick auf die Lausche.
- Lehrpfad Lebensräume im Naturpark Zittauer Gebirge – Waltersdorf, 8 km.[5][10]
- Naturlehrpfad Lauschemoor/Brazilka (CZ) – Erholungsort Waltersdorf, 1 km.[5]
- Denkmalpfad Erholungsort Waltersdorf, 3 km.[5][10]